# Canton de Châlons-en-Champagne-4
Le canton de Châlons-en-Champagne-4 est un ancien canton français situé dans le département de la Marne et la région Champagne-Ardenne.

## Géographie
Ce canton était organisé autour de Châlons-en-Champagne dans l'arrondissement de Châlons-en-Champagne. 

## Histoire
Le canton de Châlons-sur-Marne-IV est créé par le décret du 31 janvier 1985 à partir des cantons de Châlons-sur-Marne-I et Châlons-sur-Marne-II.
En 1995, la commune de Châlons-sur-Marne est renommée en « Châlons-en-Champagne ».
Par décret du 21 février 2014, le nombre de cantons du département est divisé par deux, avec mise en application aux élections départementales de mars 2015. Le canton de Châlons-en-Champagne-4 est supprimé.

## Administration
| Période | Période | Identité      | Étiquette    | Qualité                                                           |
| ------- | ------- | ------------- | ------------ | ----------------------------------------------------------------- |
| 1985    | 1992    | Bernard Camès | UDF          | Chef d'entreprise                                                 |
| 1992    | 1998    | Marc Hamet    | DVD          | Directeur de société Maire de Saint-Memmie ( ? → 1995)            |
| 1998    | 2015    | Pierre Faynot | DVD puis PCD | Économiste de la construction Maire de Saint-Memmie (1995 → 2014) |

## Composition
Le canton de Châlons-en-Champagne 4e Canton se composait d’une fraction de la commune de Châlons-en-Champagne et d'une autre commune. Il compte 16 259 habitants (population municipale) au 1er janvier 2012.
| Nom                              | Code Insee | Intercommunalité           | Population (dernière pop. légale)               |
| -------------------------------- | ---------- | -------------------------- | ----------------------------------------------- |
| Châlons-en-Champagne (chef-lieu) | 51108      | CA de Châlons-en-Champagne | Fraction : 10 756(2012) Commune : 45 002 (2014) |
| Saint-Memmie                     | 51506      | CA de Châlons-en-Champagne | 5 583 (2014)                                    |

## Démographie
| 1962 | 1968 | 1975 | 1982 | 1990 | 1999 | 2009 |
| ---- | ---- | ---- | ---- | ---- | ---- | ---- |
| -    | -    | -    | -    | -    | -    | -    |